# 陳若霖
陳若霖（1759年—1832年），字宗覲，號望坡，福建省福州府閩縣螺洲（今福州市倉山區螺洲镇）人，清朝政治人物。

## 生平
陳若霖於乾隆五十二年（1787年）中式三甲進士，授庶吉士，入文淵閣參校《四庫全書》。乾隆五十四年（1789年），授刑部主事，歷任刑部奉天、山西、直隸、廣西、四川等司主事、員外郎，累遷郎中。嘉慶十三年（1808年），外放四川鹽茶道，提為山東按察使。嘉慶二十年（1815年），升為雲南巡撫。嘉慶二十二年（1817年），任廣東巡撫兼兩廣總督，重修《廣東通志》。道光元年（1821年），升任湖廣總督。隔年，調任四川總督。道光四年（1824年）三月，授工部尚書兼順天府尹事。同年改刑部尚書。道光十二年（1832年）因病乞歸，病死於途中，歸葬福州南郊北園山頭嶺。道光帝多次賜御書，陳若霖在家鄉建“賜書軒”收藏，並蓋上“三山陳氏居敬堂圖書”的圖章。宣統十一年（1920年）己未，追予太保陳寶琛曾祖故刑部尚書陳若霖諡“文誠”。

## 其他
閩劇有《陳若霖斬皇子》，演他判一個貝勒死刑的故事，並非史實。

## 後世
陳若霖曾孫陳寶琛兄弟，有3人進士，3人舉人，人稱“兄弟六科甲”。

## 延伸阅读
[在维基数据编辑]
 《清史稿/卷380》，出自趙爾巽《清史稿》

## 外部連結
- 陳若霖 （页面存档备份，存于） 中研院史語所